# Covilhã
Covilhã (kuvi'ʎɐ̃) è un comune portoghese di 51 770 abitanti situato nel distretto di Castelo Branco. 

## Società

### Evoluzione demografica
| Popolazione di Covilhã (1849 – 2001) | Popolazione di Covilhã (1849 – 2001) | Popolazione di Covilhã (1849 – 2001) | Popolazione di Covilhã (1849 – 2001) | Popolazione di Covilhã (1849 – 2001) | Popolazione di Covilhã (1849 – 2001) | Popolazione di Covilhã (1849 – 2001) | Popolazione di Covilhã (1849 – 2001) | Popolazione di Covilhã (1849 – 2001) |
| ------------------------------------ | ------------------------------------ | ------------------------------------ | ------------------------------------ | ------------------------------------ | ------------------------------------ | ------------------------------------ | ------------------------------------ | ------------------------------------ |
| 1801                                 | 1849                                 | 1900                                 | 1930                                 | 1960                                 | 1981                                 | 1991                                 | 2001                                 | 2011                                 |
| 21293                                | 22078                                | 44427                                | 49934                                | 72957                                | 60945                                | 53999                                | 54505                                | 51770                                |

## Freguesias
| - Aldeia de São Francisco de Assis - Aldeia do Souto - Barco - Boidobra (Covilhã) - Canhoso - Cantar-Galo (Covilhã) - Casegas - Conceição (Covilhã) - Cortes do Meio - Coutada - Dominguizo | - Erada - Ferro - Orjais - Ourondo - Paul - Peraboa - Peso - Santa Maria (Covilhã) - São Jorge da Beira - São Martinho (Covilhã) | - São Pedro (Covilhã) - Sarzedo - Sobral de São Miguel - Teixoso - Tortosendo - Unhais da Serra - Vale Formoso - Vales do Rio - Verdelhos - Vila do Carvalho (Covilhã) |